# Calpiogna

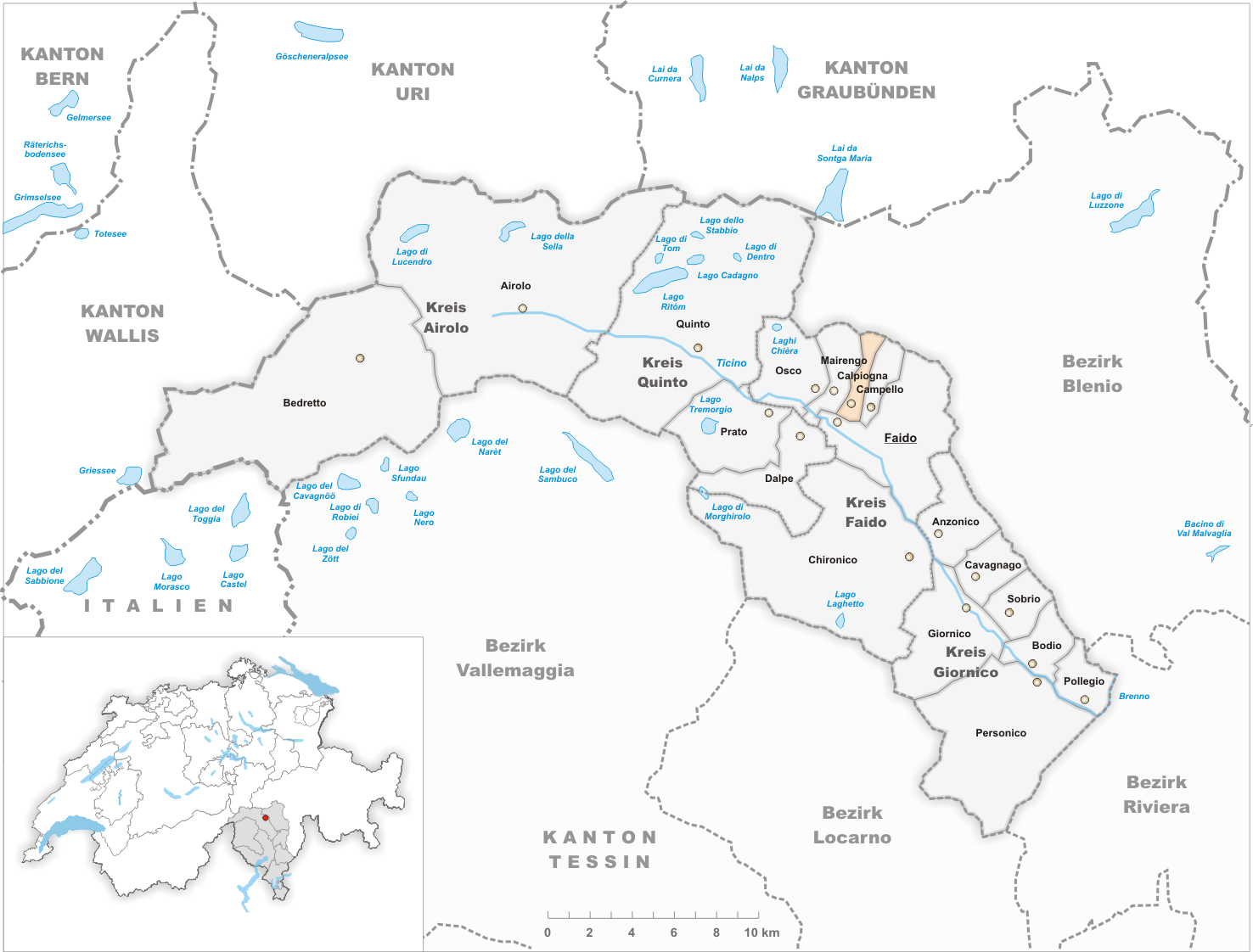
Gemeindestand vor der Fusion am 31. März 2012

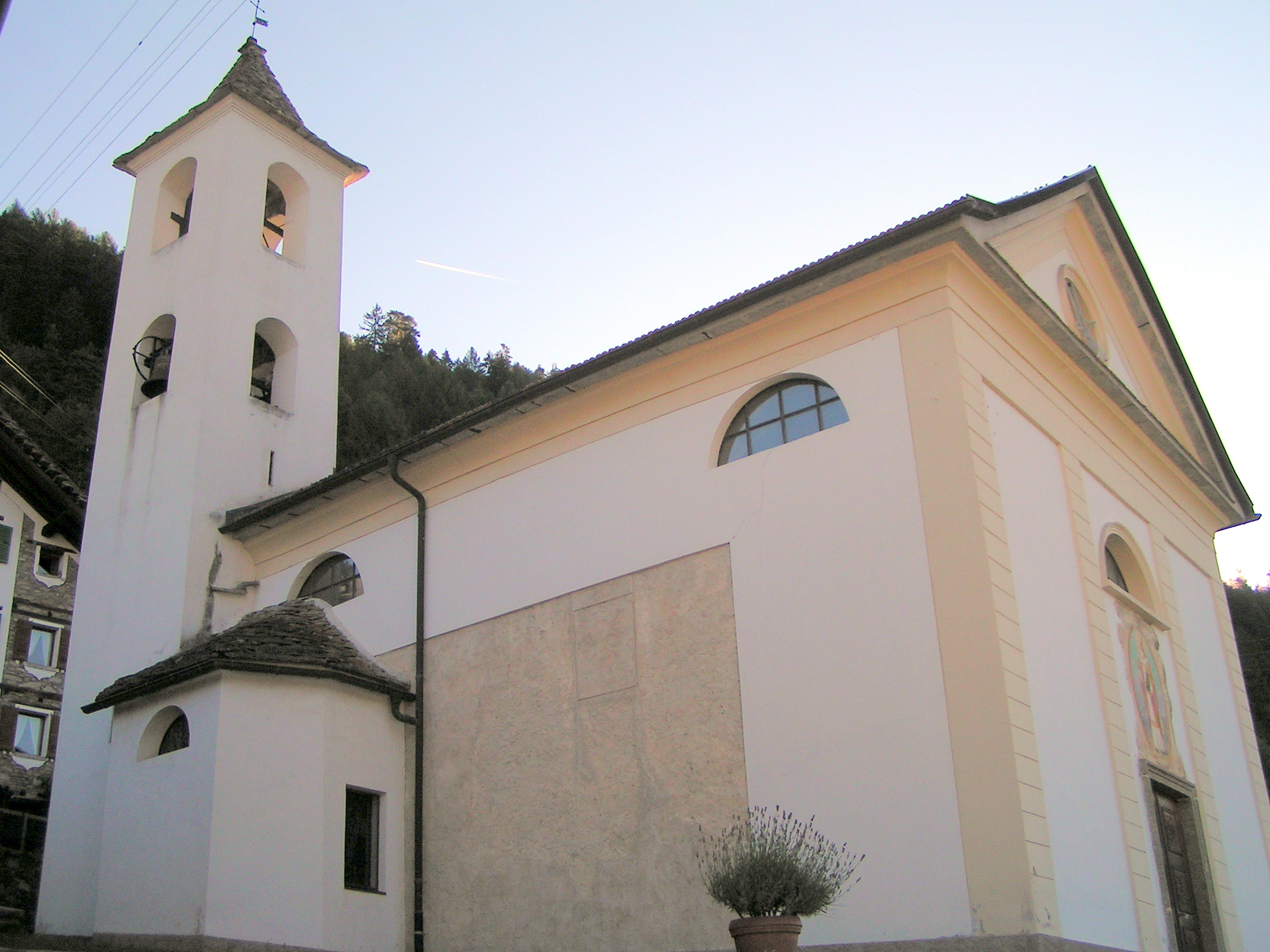
Pfarrkirche Sant’Atanasio

Calpiogna war bis zum 31. März 2012 eine politische Gemeinde im Kreis Faido im Bezirk Leventina des Kantons Tessin in der Schweiz. Im Jahr 1853 spaltete sich die Gemeinde Campello ab – 2012 wurde sie mit den umliegenden Gemeinden mit Faido fusioniert (was im Jahr 2004 noch abgelehnt worden war).

## Geographie

Luftbild der mittleren Leventina (1967); am unteren Bildrand (im Wald) der Ortsteil Prodör; hinter dem Wald das zu Campello gehörende Carì und weiter unten das Dorf Campello. Calpiogna selbst ist nicht mehr auf dem Bild und liegt noch weiter unterhalb von Campello

Das Dorf Calpiogna liegt auf einer sonnigen Terrasse am linken Hang des Valle Leventina auf 1143 m ü. M. und zählte am Jahresende 2007 nur noch 37 Einwohner, Ende 2002 waren es noch 46. Zur Gemeinde Calpiogna gehören der frühere Maiensäss Prodör auf 1647 m ü. M. – inzwischen mit dem bekannteren Tessiner Ferienort Carì zusammengewachsen – sowie der auf 975 m ü. M. gelegene Weiler Primadengo.

## Geschichte
Das Dorf wurde 1246 als Calpiognia erstmals erwähnt. Im Mittelalter gehörte das Dorf zur vicinìa Faido und zur Kirchgemeinde Faido-Mairengo. 1577 besass es schon eine dem heiligen Eutychios geweihte Kapelle. 1665 wurde die Kapelle neu gebaut und dem heiligen Athanasius geweiht. 1651 baute man in Primadengo die Kapelle des heiligen Antonius von Padua. Anfang des 19. Jahrhunderts umfasste es noch Campello TI, das sich 1837 kirchlich und 1853 zivil davon loslöste und eine eigene Kirch- und politische Gemeinde wurde.

## Fusion mit Faido
Am 1. April 2012 fusionierte sie mit den Gemeinden Anzonico, Campello, Cavagnago, Chironico, Mairengo und Osco zur bestehenden Gemeinde Faido.
Die Bürger von Calpiogna hatten im März 2004 in einer Volksabstimmung die Fusion ihrer Gemeinde mit Faido, Osco, Mairengo, Campello, Anzonico, Rossura, Calonico, Chiggiogna, Cavagnago und Sobrio verworfen, obwohl die Gemeinde kaum Ressourcen hat und finanziell vollständig vom Kanton abhängig ist. Calpiogna bildet aber nach wie vor eine eigenständige Bürgergemeinde.

## Bevölkerung
Zahlen bis/mit 1850 inkl. Campello
Einwohnerzahlen: Volkszählungsdaten

## Sehenswürdigkeiten
Die Dorfbilder von Calpiogna und Primadengo sind im Inventar der schützenswerten Ortsbilder der Schweiz (ISOS) als schützenswerte Ortsbilder der Schweiz von nationaler Bedeutung eingestuft.
- Pfarrkirche Sant’Atanasio[9][10]
- Oratorium Sant’Antonio da Padova (1651) im Ortsteil Primadengo[9][11]
- Oratorium Santa Famiglia (1885) im Ortsteil Prodör mit Wandbild von Rosalia Grimaldi (1990)[9][12]
- Verschiedene Betkapellen (17. und 19. Jahrhundert)[9]

## Persönlichkeiten
- Atanasio Del Pietro (* um 1880 in Calpiogna; † um 1945 ebenda), Bauer und Tessiner Grossrat[13]
- Luigi Del Pietro (* 1. Juli 1906 in Calpiogna; † 29. August 1977 in Lugano), Priester, Syndikalist[14][15] Antonio Gili: Luigi del Pietro. In: Alberto Lepori, Fabrizio Panzera (Hrsg.): Uomini nostri. Trenta biografie di uomini politici. Armando Dadò Editore, Locarno 1989, S. 19, 118–125.
- Agostino Del Pietro (* 1957 in Faido), Provinzial der Schweizer Kapuziner[16]